# Zlín Z 42
Le Zlín Z 42 est un avion monomoteur léger, biplace, conçu à la fin des années 1960 par Moravan / Zlin à Otrokovice en Tchécoslovaquie. Il a été conçu comme avion de tourisme et d'entraînement de base, mais peut remplir des rôles très variés.
Plusieurs versions de cet avion existe. La version Zlin 242L entre en production en 2021. Son cout unitaire à cette date est d'environ 500 000 euros.